# Ivano Bonetti
Ivano Bonetti, né le 1er juillet 1964 à Brescia, est un footballeur, entraîneur et dirigeant de clubs de football italien.

## Biographie

### Famille
Son père Aldo joué à Brescia avant la Seconde Guerre mondiale, ses frères Mario et Dario sont également footballeurs professionnels.

### Joueur
Il fait ses débuts dans l'équipe de sa ville, Brescia. Il joue ensuite au Genoa et à la Juventus avec laquelle remporte le championnat d'Italie et Coupe intercontinentale lors de la saison 1985-1986.
Il joue ensuite au Bologne FC et à la Sampdoria, avec qui il remporte son deuxième titre de champion. Il effectue un court retour à Brescia et signe en 1995 à Grimsby Town, devenant ainsi le premier joueur étranger de l'équipe.
L'année suivante, il joue à Tranmere Rovers, puis brièvement à Crystal Palace. Il retourne ensuite à Gênes d'abord au Genoa puis au FS Sestrese. Le 12 mai 2000, il s'engage au Dundee FC en Écosse en tant qu'entraîneur-joueur.

### Entraîneur
À Dundee où Ivano Bonetti officie comme entraîneur-joueur, son frère Dario a le rôle d'adjoint. À l'issue de la première saison, l'équipe atteint la sixième place du championnat et accède à la Coupe Intertoto. La seconde saison, l'équipe est éliminée au premier tour de la Coupe Intertoto par le FK Sartid et arrive en neuvième place du championnat. Le 3 juillet 2002, il est libéré après quelques divergences avec la direction du club.

### Dirigeant
En 2007, il est nommé directeur sportif de l'AS Pescina Valle del Giovenco. Le 10 novembre 2009, il nomme son frère Dario entraîneur du club. Le 15 février 2010, il est licencié avec son frère Dario et tout son personnel. Le 7 septembre 2011, il est nommé directeur général de l'AS Sulmona, poste duquel il est licencié en mars 2012.

## Filmographie
Ivano Bonetti apparaît dans le film Amore, bugie e calcetto de Luca Lucini sorti en 2010 où il incarne un ancien joueur de football professionnel lors d'un match de football.

## Palmarès
- Juventus
  - Coupe intercontinentale en 1985
  - Champion d'Italie en 1986
- Sampdoria
  - Finaliste de la Supercoupe de l'UEFA en 1990
  - Champion d'Italie en 1991
  - Finaliste de la Coupe des clubs champions européens en 1992